# Elías Valiña Sampedro
Don Elías Valiña Sampedro (* 2. Februar 1929; † 11. Dezember 1989) war Pfarrer in O Cebreiro, Galicien und Visionär der modernen Jakobswallfahrt.

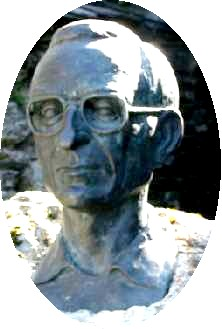
Die Büste von Don Elías Valiña Sampedro neben der Kirche in O Cebreiro.

## Leben
Er arbeitete an deren Wiederbelebung, indem er ab 1984 weite Strecken des Camino Francés neu markierte. Außerdem verfasste er kulturwissenschaftliche Schriften zum Jakobsweg, zu denen seine Dissertationsschrift von 1965 El Camino de Santiago. Estudio histórico-jurídico gehört, und den Guia del Peregrino, den ersten modern Pilgerführer für den Camino Francés.
Auf Elías Valiña geht der gelbe Pfeil zurück, der heute überall am Jakobsweg den Weg nach Santiago de Compostela weist.
1966 restaurierte er Kirche und Nebengebäude in O Cebreiro und eröffnete dort eine Herberge und ein Gasthaus für Pilger.
Valiña Sampedro starb 1989 und wurde in seiner Kirche begraben. Neben der Kirche befinden sich eine Erinnerungsstele mit Büste sowie in Anerkennung seines Lebenswerkes Plaketten vieler in- und ausländischer Pilgervereinigungen.
Die Seite celtiberia.net berichtet eine Anekdote, die Aufschluss über die Größe seiner (inzwischen Realität gewordenen) Vision gibt: Polizisten der Guardia Civil beobachten Valiña Sampedro beim Markieren eines Pyrenäenübergangs mit gelben Pfeilen, der auch gelegentlich von Mitgliedern der verbotenen baskischen Separatistenorganisation ETA benutzt wurde. Auf die Frage, was er da mache, erklärte der Pfarrer: „Ich bereite eine große Invasion vor!“
Für Verdienste um den Jakobsweg verleiht die galicische Regierung den Premio „Elías Valiña“.